# Lorenz Hart

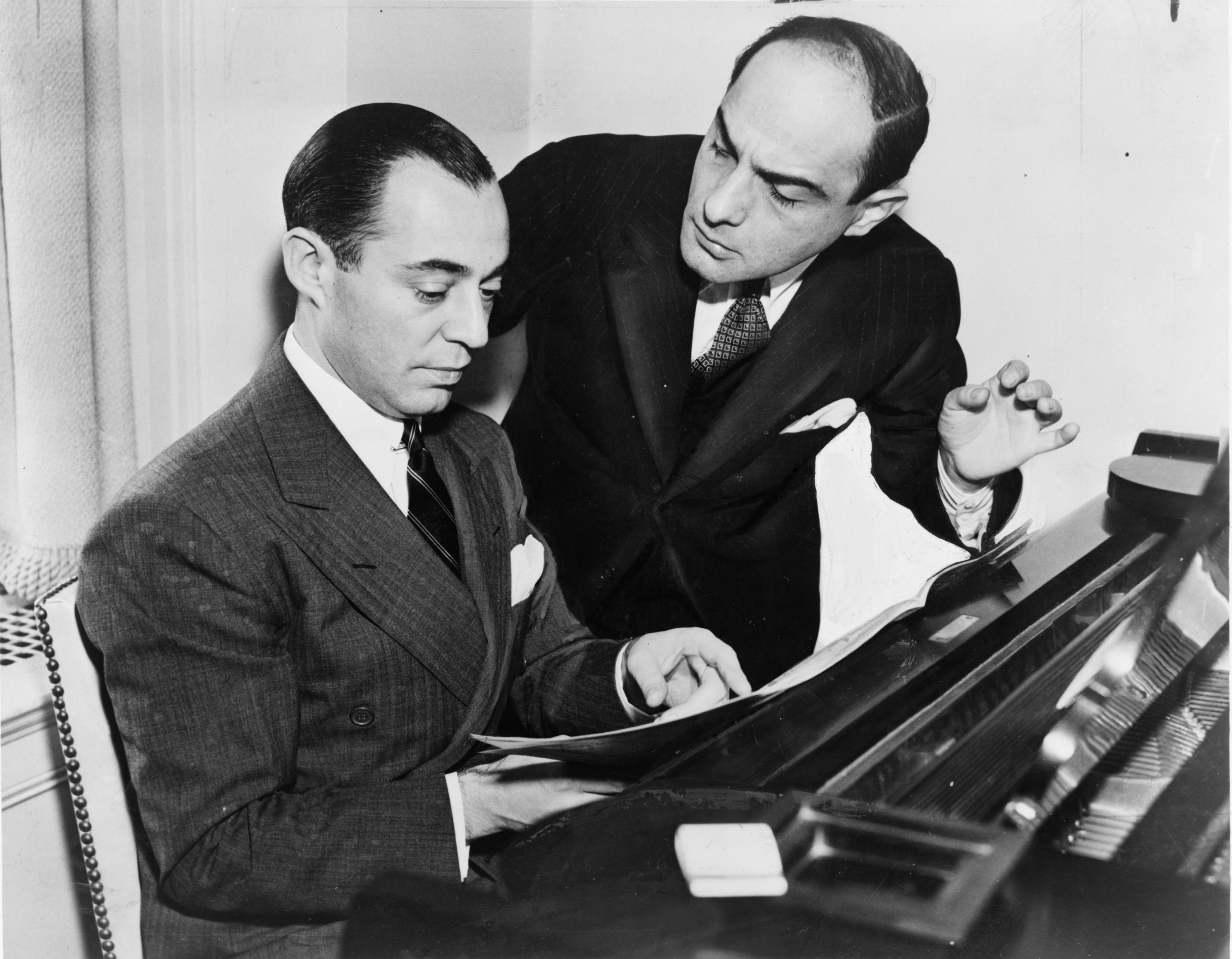
Rodgers und Hart (1936)

Lorenz „Larry“ Milton Hart (* 2. Mai 1895 in Harlem, New York City; † 22. November 1943 in New York City) war der Textautor des berühmten Broadway-Songwriting-Teams Rodgers und Hart. Unter seinen bekanntesten Werken finden sich Blue Moon und My Funny Valentine. 

## Biographie
Harts Eltern waren Max Meyer Hart (1866–1928) und Frieda Hart geb. Isenberg (1867–1943), zwei deutsch-jüdische Immigranten. Zu seiner Mutter hatte er ein gutes Verhältnis, doch eine eigentümliche Beziehung zu seinem Vater. Dieser bezeichnete sich selbst als Geschäftsmann, doch sein Sohn erzählte oft, er sei ein Gauner gewesen. Diese Umstände führten dazu, dass Lorenz Hart eine ziemlich ungestüme Persönlichkeit wurde. Er liebte es, Partys zu geben und hatte eine Vorliebe für ein Leben im großen Stil.
Hart besuchte die Columbia University Graduate School of Journalism, wo ihn 1919 ein gemeinsamer Freund dem Komponisten Richard Rodgers vorstellte. Die beiden schrieben anschließend Lieder für eine Reihe von Amateur- und Studentenproduktionen. Schon im gleichen Jahr konnten sie ihren ersten Song in einem Broadway-Musical unterbringen. Dabei handelte es sich um Any Old Place With You im Musical A Lonely Romeo. Der große Durchbruch kam 1925, als sie mit der Theatre Guild-Produktion The Garrick Gaieties großen Erfolg hatten. Sie setzten ihre gemeinsame Arbeit bis zu Harts Tod im Jahre 1943 fort und konnten dabei auf zahlreiche erfolgreiche Shows verweisen.
Hart kämpfte sehr mit seiner Homosexualität, die zu seiner Zeit noch sehr angefeindet wurde, und mit Alkoholismus, der letztendlich auch zu seinem Tod beitrug. Seine persönlichen Probleme führten oft zu Streitigkeiten mit Richard Rodgers, die 1943 in einer kurzen Trennung resultierten. Rodgers begann in dieser Zeit mit Oscar Hammerstein, einem Schulfreund Harts, zu arbeiten. Rodgers und Hart fanden aber noch ein letztes Mal im Herbst 1943 für eine Wiederaufnahme von A Connecticut Yankee zusammen. Fünf Tage nach der Premiere starb Hart an einer Lungenentzündung. Er wurde auf dem Mount Zion Cemetery in Queens, New York, begraben.

## Werke
- 1920: Fly With Me
- 1925: The Garrick Gaieties
- 1926: The Girl Friend
- 1927: A Connecticut Yankee
- 1928: Present Arms
- 1934: Die lustige Witwe (The Merry Widow)
- 1935: Jumbo
- 1936: On Your Toes
- 1937: Babes in Arms
- 1938: The Boys from Syracuse
- 1938: I Married an Angel
- 1939: Too Many Girls
- 1940: Higher and Higher (Verfilmung 1943)
- 1940: Pal Joey
- 1942: By Jupiter

## Filme
1948 wurde mit Words and Music ein Musical-Komponisten-Porträt über Harts Zusammenarbeit mit Richard Rodgers veröffentlicht, wobei die Rahmenhandlung teilweise fiktionalisiert wurde. In der Rolle Harts spielt Mickey Rooney.
In dem von Richard Linklater inszenierten Film Blue Moon, der im Februar 2025 bei den Internationalen Filmfestspiele Berlin seine Uraufführung erfuhr, wird Hart von Ethan Hawke gespielt. Es geht hierbei um die letzten Tage im Leben von Hart.